# Hemiboea parvibracteata
Hemiboea parvibracteata är en tvåhjärtbladig växtart som beskrevs av Wen Tsai Wang och Z.Y. Li. Hemiboea parvibracteata ingår i släktet Hemiboea och familjen Gesneriaceae. Inga underarter finns listade i Catalogue of Life.